# Can’t Knock the Hustle
«Can’t Knock the Hustle» (рус. Тебе не помешать мне заработать) — песня американской рок-группы Weezer, выпущенная в 20 сентября 2018 года в качестве сингла с одноимённого альбома 2019 года (он же Чёрный альбом). В тот же день было выпущено музыкальное видео.
Песня была спродюсирована Дэйвом Ситеком из TV on the Radio. «Can’t Knock the Hustle» содержит влияния фанк- и латинской музыки.

## Музыкальное видео
11 октября 2018 года на эту песню был выпущен музыкальный клип, продюсером которого выступил Джерри Медиа, а режиссёром — Гай Блеллох.
Ни один из участников группы не появляется в клипе, но очки Риверса Куомо носит Пит Венц из Fall Out Boy (известный в клипе как «Риверс Венц»), который ведёт машину. Персонажу Венца неоднократно отвлекают два пассажира на заднем сиденье автомобиля, которых играют Джеймс Олигер и Роман Рекальде, которые, как показано, целуются, а позже ссорятся и наносят друг другу удары ножом, что заканчивается тем, что их везут в отделение неотложной помощи.

## Список композиций
Слова и музыка всех песен — Риверс Куомо.
| №  | Название                 | Длительность |
| -- | ------------------------ | ------------ |
| 1. | «Can't Knock the Hustle» | 3:42         |

## Участники записи
Weezer
- Риверс Куомо — вокал, соло-гитара, клавишные
- Брайан Белл — бэк-вокал, ритм-гитара, клавишные
- Скотт Шрайнер — бэк-вокал, бас-гитара, клавишные
- Патрик Уилсон — барабаны

## Чарты

### Недельные чарты
| Чарт (2018 г.)                               | Позиция в чарте |
| -------------------------------------------- | --------------- |
| Iceland (RÚV)                                | 16              |
| США (Billboard Hot Rock & Alternative Songs) | 23              |

### Чарты на конец года
| Чарт (2019 г.)                   | Позиция |
| -------------------------------- | ------- |
| US Alternative Songs (Billboard) | 36      |